# Heinrich Runge (Pädagoge)
Heinrich Christoph Albrecht Runge (* 29. August 1827 in Lüneburg; † 20. Dezember 1899 in Osnabrück) war ein deutscher Altphilologe und Gymnasialdirektor in Osnabrück.

## Leben
Runge besuchte das Gymnasium in Lüneburg und studierte anschließend bis 1849 Klassische Philologie und Geschichte in Göttingen und Bonn. Nach mehreren Stationen als Lehrer in Göttingen, Ilfeld (1852–1855) und Hildesheim (1855–1863) kam er 1863 als Konrektor an das Gymnasium Georgianum in Lingen, bevor er am 25. Mai 1868 Nachfolger des verstorbener Carl Georg August Stüve (1794–1871) als Leiter des Ratsgymnasiums in Osnabrück wurde. Die Schulleitung hatte er bis 1892 inne. Runge war wissenschaftlich mit Themen der Klassischen Philologie befasst und veröffentlichte 1892 einen Beitrag über die Geschichte des Osnabrücker Buchdrucks in den „Osnabrücker Mitteilungen“. Im öffentlichen Leben wirkte er initiativ für die Gründung der Volksbibliothek, deren Vorstand er als Vorsitzender angehörte.

## Schriften
- Zur Kritik und Erklärung einiger Oden des Horaz. 1871.
- Geschichte des Osnabrücker Buchdrucks Teil I. 1617-1707. In: Osnabrücker Mitteilungen. Band 17, 1892, S. 181–370.